# The Unseen Beatles
The Unseen Beatles is een veel gebruikte titel voor exposities van Beatles foto's van de Britse fotograaf Robert (Bob) Whitaker.

## Robert Whitaker
In 1964 fotografeerde Robert Whitaker (1932-2011) popartiesten uit de NEMS-stal (een in 1968 door Brian Epsteins NEMS Enterprises Ltd gevormd platenlabel) als Gerry & The Pacemakers, Cilla Black, The Seekers en Cream. Maar het was de eerdere samenwerking met The Beatles en John Lennon, die hem wereldwijde bekendheidheid verschafte. In opdracht van Beatles manager Brian Epstein fotografeerde Whitaker John Lennon, Paul McCartney, George Harrison en Ringo Star van 1964 tot 1966 op evenementen waaronder hun wereldtournees, studio opnamen, formele fotosessies en privé momenten.

### Kippenschuur
Whitaker: "Ik heb daarna nog veel andere dingen gedaan, ben gewond geraakt in een oorlog, heb foto's gemaakt in Vietnam en India, heb met Dali gewerkt. In 1972 ben ik getrouwd en daarna heb ik 25 jaar een boerderij gehad. Maar na een ernstig auto-ongeluk werd dat werk te zwaar. Iemand vroeg me: waar zijn al die foto's gebleven die je van The Beatles hebt gemaakt? Ik antwoordde in de kippenschuur. We (Martin Harrison en Whitaker ) hebben toen het eerste boek 'The Unseen Beatles' gemaakt." Sindsdien is de titel 'The Unseen Beatles' vaak als aanduiding van Whitaker Beatles fototentoonstellingen gebruikt.

## The Unseen Beatles
In het algemeen wordt Whitakers oeuvre gezien als een van de grootste privécollecties ter wereld. Zijn nalatenschap, een archief van honderdduizenden foto's, wordt beheerd door zijn zoon Benjamin en vermarkt onder de labels 'Robert Whitaker Photography' en 'The Robert Whitaker Estate'. Via de eigen website en een gelicenseerd netwerk van online galeries en art dealers, worden Whitakers Beatles foto's onder meer aangeboden in gelimiteerde selecties 'Estate-Authorized' fine art prints. Iedere print wordt voorzien van een 'Roger Whitaker Estate Stamp' (een in reliëf uitgevoerde merkstempel) en geleverd met een certificaat van echtheid. Daarnaast is een verzameling van exclusieve, door Whitaker handgesigneerde Beatles foto's in A3 formaat verkrijgbaar. Onder het label 'Robert Whitaker Photography' wordt wekelijks een nooit eerder geziene, onbewerkte Beatles foto via instagram gepubliceerd. In samenwerking met Getty Images is een selectie van 550 digital born Beatles prints beschikbaar, die onder licentie benut kunnen worden op het gebied van merchandising, creativiteit en redactionele toepassingen. Camera Press ltd. UK, een van Engelands grootste foto-agentschappen, profileert zich met een selectie van 165 Beatles foto's voor de pers, media of commerciele instituties.

## Handgesigneerde Beatles foto's
Van tijd tot tijd worden gesigneerde Beatles foto's die Whitaker vervaardigde in de tijd van het negatief, aangeboden in het publieke domein. Pas eind jaren '80 begon Whitaker met het samenstellen van kleine, museale series handgesigneerde Beatles foto's. Deze foto's waren aanvankelijk bestemd voor tentoonstellingen en verkoop na zijn overlijden. Whitaker tijdens een expositie in Zwolle 2008: "Het was een geweldige periode in de twintigste eeuw waarin van alles veranderde. Ik ben blij dat ik mijn camera had om alle buitengewone gebeurtenissen vast te leggen. En het levert me nu een goed pensioen op".

## Verschillen in uitgaven en druktechnieken
In een aantal opzichten verschillen de door Whitaker handgesigneerde foto's met de latere exemplaren uit de collectie 'Estate-Authorized' fine art prints. Waar foto's uit de 'Estate-Authorized' collectie wereldwijd vrijwel onbeperkt en vrij verkrijgbaar zijn, geldt dat niet voor foto's die de handsignatuur van Whitaker bevatten. De handgesigneerde foto's zijn uiterst zeldzame, individuele kunstwerken; onvervangbaar en daardoor enig in hun soort. Anders dan door Whitakers met potlood of in zilver- of goudkleurige inkt geplaatste handsignatuur blijkt de uniciteit ook uit de druktechniek uit de tijd waarin de werken zijn ontstaan. Afdrukken werden gemaakt van het negatief middels zilvergelatinedruk op Archival of Baryta photopapier. Whitakers handsignatuur en annotaties werden daarna in potlood maar ook met zilver- or goudpen geplaatst. 'Estate-Authorized' fine art prints zijn deels door Whitaker nog zelf gedigitaliseerde werken, die sinds zijn overlijden als Lambda, C-type of LightJet (inktjet) digitale prints worden uitgegeven. Qua beelduitsnede kenmerkt zich de handgesigneerde foto veelal door een foto-specifieke afmeting. Waar één foto uit die verzameling bijvoorbeeld een beelduitsnede heeft van 35,5 x 41,0 cm, heeft geen andere foto uit die verzameling dezelfde afmeting tenzij er sprake is van een toevallige overlap of beelden uit een serie waarvan dezelfde beelduitsnede bijdraagt aan de homogeniteit van het geheel. Whitaker 'Estate-Authorized' fine art prints zijn daarentegen over het algemeen in vier formaten verkrijgbaar.

## Private collectie 'The Unseen Beatles'

### Vriendschap

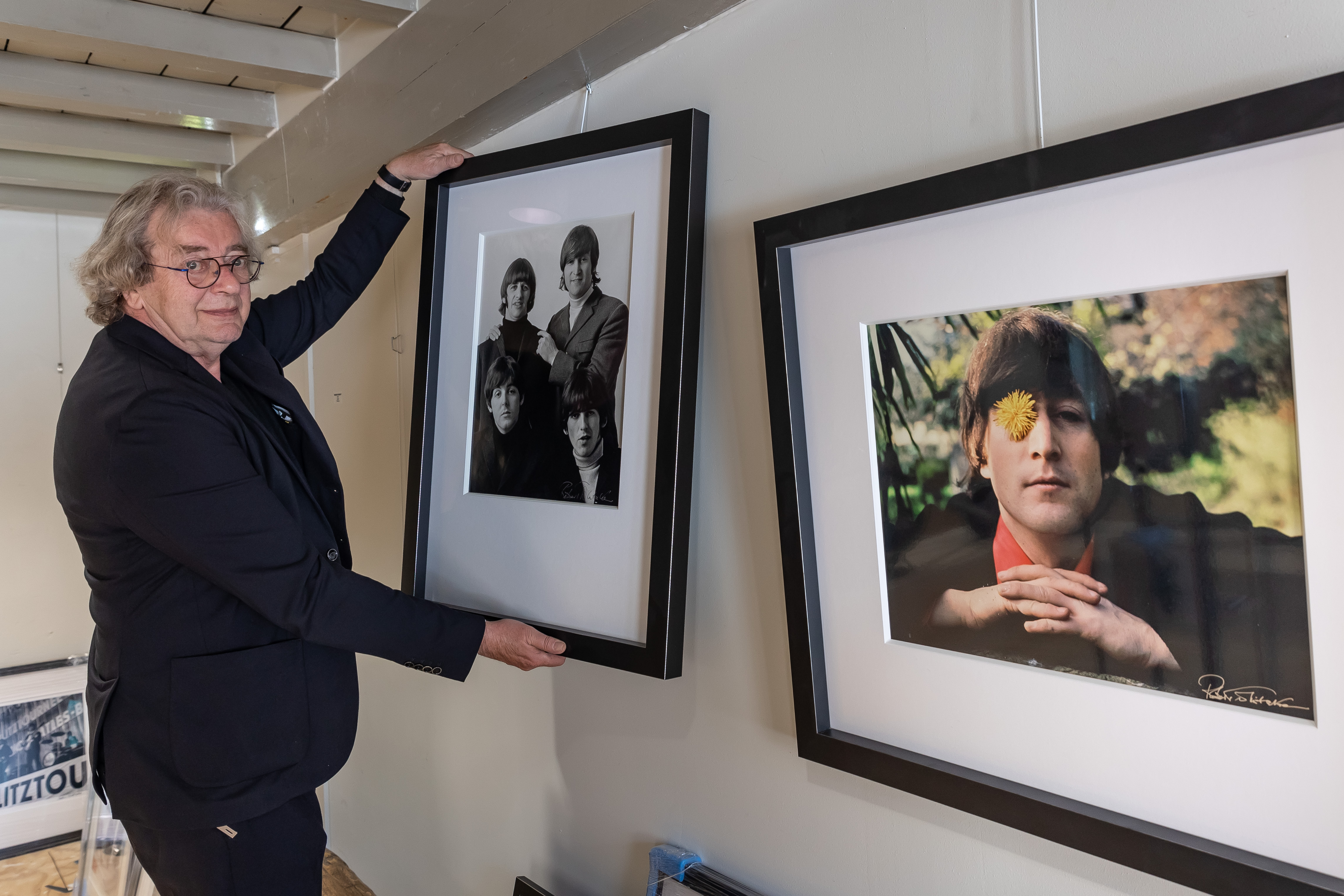
Nederlandse collectioneur Ivo de Lange toont enkele door Robert Whitaker gesigneerde Beatles foto's voor zijn tentoonstelling 'Unseen' in het Herman Brood Museum & Experience te Zwolle, op 3 juni 2021. (Foto: Pedro Sluiter)

Whitakers hechte vriendschap met de Nederlandse collectioneur Ivo de Lange, oprichter van kunstuitleenbedrijf IQ en oprichter van het op 28 maart 2025 gesloten Herman Brood museum & Experience te Zwolle, stelde hem in staat om een eigen privéverzameling van gesigneerde Beatles foto's en zeefdrukken op te bouwen. De twee vrienden bezochten elkaar regelmatig over en weer thuis en nooit ging een ontmoeting voorbij zonder dat de Lange werken kocht: “Ik was een goede vriend van Robert Whitaker, staffotograaf van de Beatles. Een vriendschap die ruim twintig jaar heeft geduurd. Die onderlinge band heeft mij in staat gesteld om een bijzondere collectie van zijn foto’s te kunnen kopen. In die collectie ook de Beatles worldtour 1964-1966. Whitaker heeft ze allemaal voor mij gesigneerd. En niet alleen Beatles foto's. Zo heb ik ook exclusief fotowerk van Salvador Dali in bezit, bij wie hij twee jaar in huis heeft gewoond. En de enige door Whitaker gesigneerde foto van Mick Jagger als Ned Kelly (1970), uitgevoerd op groot canvas, maakt ook deel uit van mijn verzameling".

### Privéverzameling
Volgens de Lange bestaat zijn verzameling uit 125 door Whitaker handgesigneerde Beatles foto's. Daarvan zijn er honderd ingelijst. In zijn eigen Beatles fotoboek worden 114 Beatles foto's besproken, waaronder de honderd ingelijste werken en veertien op dibond gemonteerde foto's (aluminium sandwichplaat) die ongesigneerd bleven. In de verzameling kenmerken zich 76 foto's door een unieke beelduitsnede. De afmetingen daarvan lopen uiteen van 25,5 x 40 cm tot 100 x 160 cm.

### Whitaker in Zwolle
In oktober 2008 kwam Whitaker naar Zwolle om bij IQ kunstuitleen een serie zeefdrukken van de Fab Four te signeren voor een verkoopexpositie. Een behoorlijke klus, want voor één van iedere Beatle zeefdruk moesten er tweehonderd van een signatuur worden voorzien. Whitaker: "Ik voel me een beetje of ik terug op school ben en strafwerk heb gekregen."

## Van cultuurhistorisch belang
Een veel gestelde vraag die ter beantwoording open staat, is of de verzameling van de Lange voor de samenleving van cultuurhistorisch belang is en misschien zou moeten worden aangemerkt als onvervangbaar en onmisbaar Nederlands cultureel erfgoed. De private collectie van de Lange staat namelijk sinds 2019 in de etalage. Ondanks dat er voor de foto's nog geen koper gevonden is, blijft een risico bestaan dat de verzameling Nederland definitief verlaat en niet langer binnen de landsgrenzen beschikbaar zal zijn voor een divers en inclusief publiek.

## Exposities
Na de eerste veiling van een Whitaker Beatles foto bij Christies en de uitgave van Whitakers boek “The Unseen Beatles” in 1990, vond onder diezelfde titel op 12 november 1991 een eerste tentoonstelling van zijn Beatles foto's plaats bij The Photographers Gallery in London. Onderdelen van de collectie werden daarna onder themaspecifieke titels geëxposeerd, waaronder 'In your face', (Rotterdam 2002,) 'Inside and out' (Chelsea 2004) en 'Dali Meets The Beatles' in Liverpools Mathew Street Gallery, 2005. Na Whitakers overlijden, op 20 september 2011, exposeerde Ivo de Lange een deel van zijn privéverzameling in het VB Photographic Centre, te Kuopio, Finland. In 2018 en 2019 volgden tentoonstellingen bij Museum Rijswijk en 5&33 Gallery in artotel Amsterdam, de laatste ter herinnering aan het bezoek van de Beatles aan Amsterdam, toen 55 jaar geleden. Van juni tot oktober 2021 exposeerde de Lange zijn verzameling voor het laatst in zijn Herman Brood Museum te Zwolle, 2021.
| Museum                              | Titel                             | Datum                     |
| ----------------------------------- | --------------------------------- | ------------------------- |
| Herman Brood Museum, Zwolle         | The Unseen Beatles                | 05-06-2021 tot 30-09-2021 |
| 5&33 Gallery in artotel, Amsterdam  | The Unseen Beatles                | 24-01-2019 tot 17-03-2019 |
| Museum Rijswijk, Netherlands        | The Beatles                       | 06-10-2017 tot 21-01-2018 |
| Proud Chelsea                       | Inside and Out                    | 08-05-2014 tot 08-07-2014 |
| VB Photographic Centre, Finland     | The Unseen Beatles                | 07-09-2012 tot 28-10-2012 |
| IQ Kunstuitleen, Zwolle             | The Unseen Beatles                | 10-2008                   |
| Liverpools Mathew Street Gallery    | Dali Meets The Beatles            | 22-08-2005 tot 04-09-2005 |
| Japan                               | Far East And Far Out              | 07-10-2004 tot 31-10-2004 |
| Mathew Street Gallery, Liverpool    | The Beatles                       | 2003                      |
| Monika Mohr Galerie, Hamburg        | The Unseen Beatles                | 09-2003                   |
| Rotterdam                           | In Your Face                      | 24-03-2002 tot 05-05-2002 |
| The Continental, Prahran, Australia | Bob Whitaker’s Beatles: 1964-1966 | 29-06-1998 tot 19-07-1998 |
| The Photographers Gallery, London   | The Unseen Beatles                | 12-11-1991 tot 13-12-1991 |